# Jezebel (гидроакустическая система)
Jezebel (также LOFAR англ. LOw Frequency Analysis and Recording, низкочастотный анализ и запись) — пассивный гидролокатор, предназначенный для поиска подводных лодок и гидроакустического наблюдения за акваториями. На контролируемой территории выставлялись до 16 пассивных гидроакустических буёв, которые улавливали акустические колебания от подводных лодок и других объектов и ретранслировали его по УКВ-радиоканалу на противолодочный самолёт. Сравнение сигналов с различных буёв позволяло определить точные координаты цели. Спектральный анализ сигналов (выделение акустической сигнатуры) позволял также классифицировать цель и определить её государственную принадлежность. 
В ВМС США применялась многоступенчатая процедура поиска и уничтожения подводных лодок. Первичный контакт с целью устанавливался системой дальнего обнаружения SOSUS, затем координаты цели уточнялись сначала системой Jezebel, затем Julie. Если подводная лодка всплывала на перископную глубину, в эту цепочку добавлялось обнаружение лодки радаром противолодочного самолёта. На завершающем этапе поиска непосредственно перед атакой лодки глубинными бомбами для точной локализации цели использовался магнитный детектор.
Первоначально для систем Julie и Jezebel использовался один тип пассивного буя, однако в дальнейшем для каждой системы был разработан собственный буй. Буй для системы Julie был значительно дешевле, поскольку система была менее требовательна к параметрам гидрофонов, требовалось только зафиксировать белый шум прямой и отражённой волны.
В системе Jezebel использовались рекордеры AN/AQA-3 и AN/AQA-4. AQA-3 представляла собой четыре 76-мм печатающих устройств, расположенных в линейку, которые на широкой ленте печатали зависимость спектра сигнала от времени (по оси X — частота, по оси Y — время). В отличие от AQA-3 на AQA-4 была дополнительная кнопка для установления связи.

## Интересные факты
При использовании системы Jezebel гидроакустические буи размещались на поверхности моря в определённой пространственной конфигурации, называемой «шаблоном» (англ. pattern). Наиболее сложный шаблон, состоявший из 15 буёв, назывался «шаблон Кадиллак» (англ. Cadillac pattern), поскольку суммарная стоимость 15 буёв примерно равнялась стоимости этого престижного автомобиля класса «люкс».